# Michelle Williams (Schauspielerin)

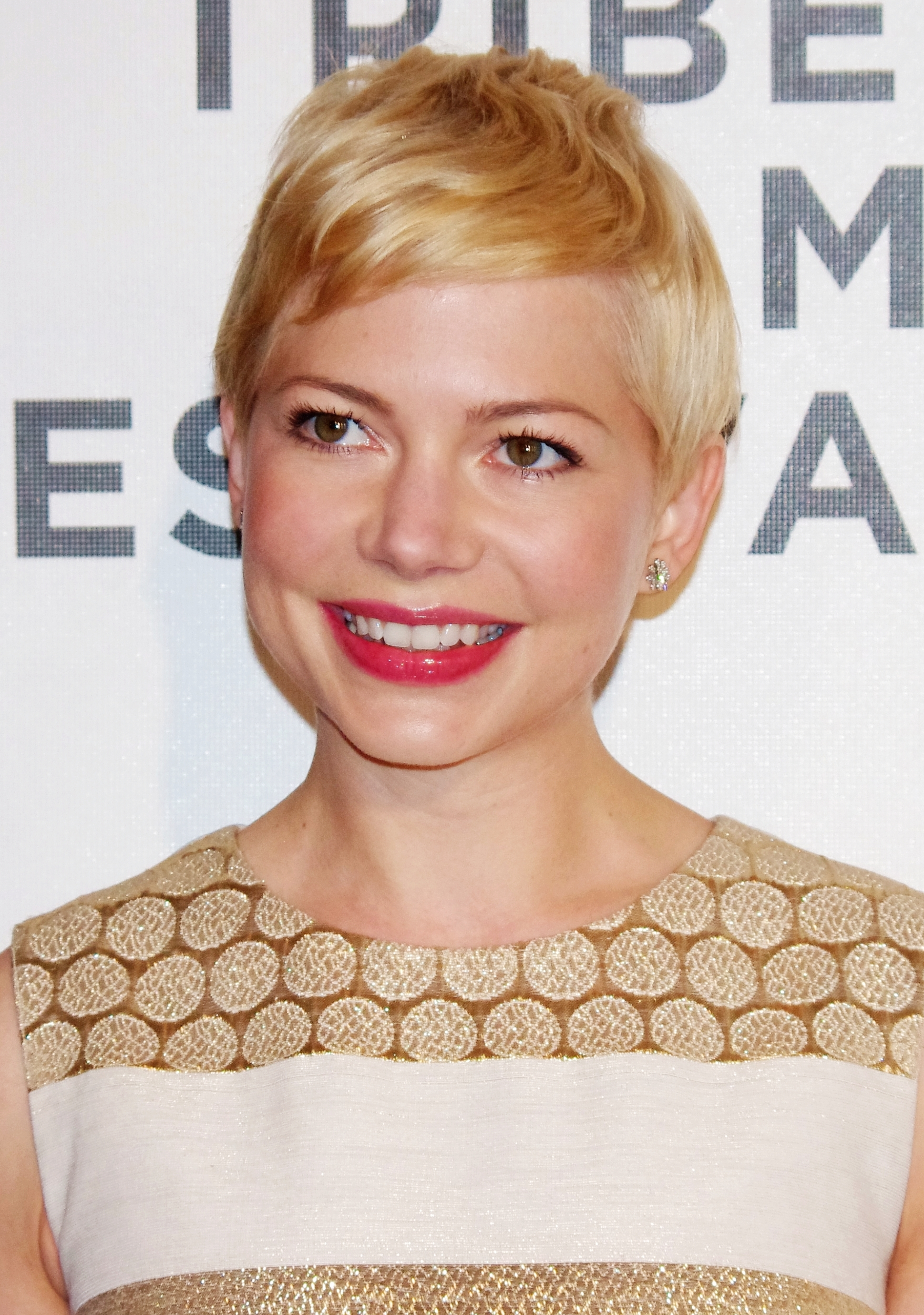
Michelle Williams (2012)

Michelle Ingrid Williams (* 9. September 1980 in Kalispell, Montana) ist eine US-amerikanische Schauspielerin. Seit Mitte der 1990er-Jahre wirkte sie in über 50 Film- und Fernsehproduktionen mit. International bekannt wurde sie durch ihre Rolle der Jen Lindley in der Serie Dawson’s Creek (1998–2003). Williams gewann zweimal den Golden Globe Award und einen Primetime Emmy Award. Darüber hinaus wurde sie fünfmal für den Oscar, viermal für die BAFTA Awards sowie einmal für den Tony Award nominiert.

## Leben

### Karriere
Williams kam schon früh mit dem Theater in Kontakt. Sie beendete ihre Schulausbildung vorzeitig und zog nach Los Angeles, wo sie ab 1993 für einige Nebenrollen in Fernsehserien wie Baywatch, Eine starke Familie oder Hör mal, wer da hämmert engagiert wurde.
1994 spielte Williams ihre erste größere Kinorolle in der Neuverfilmung des Klassikers Lassie. Bereits vor ihrem Durchbruch in der Jugendserie Dawson’s Creek drehte sie Filme wie Species und Tausend Morgen.
Obwohl sie auch „Popcornkino“, zu dem ihre Rolle in Halloween H20 gehört, drehte, ist Williams mittlerweile häufiger in Independent-Produktionen wie Station Agent oder Wim Wenders’ Land of Plenty zu sehen. Für ihre Darstellung in dem Drama Wendy and Lucy erhielt sie einen Award der Toronto Film Critics Association und ihre dritte Nominierung für einen Independent Spirit Award. Außerdem spielte sie in dem Episodenfilm Women Love Women, in dem es um lesbische Beziehungen geht, und insbesondere in Brokeback Mountain von Ang Lee mit. Für die Rolle in dem Film, der von zwei homosexuellen Cowboys in den 1960ern handelt, wurde sie für den Golden Globe Award und den Oscar nominiert.

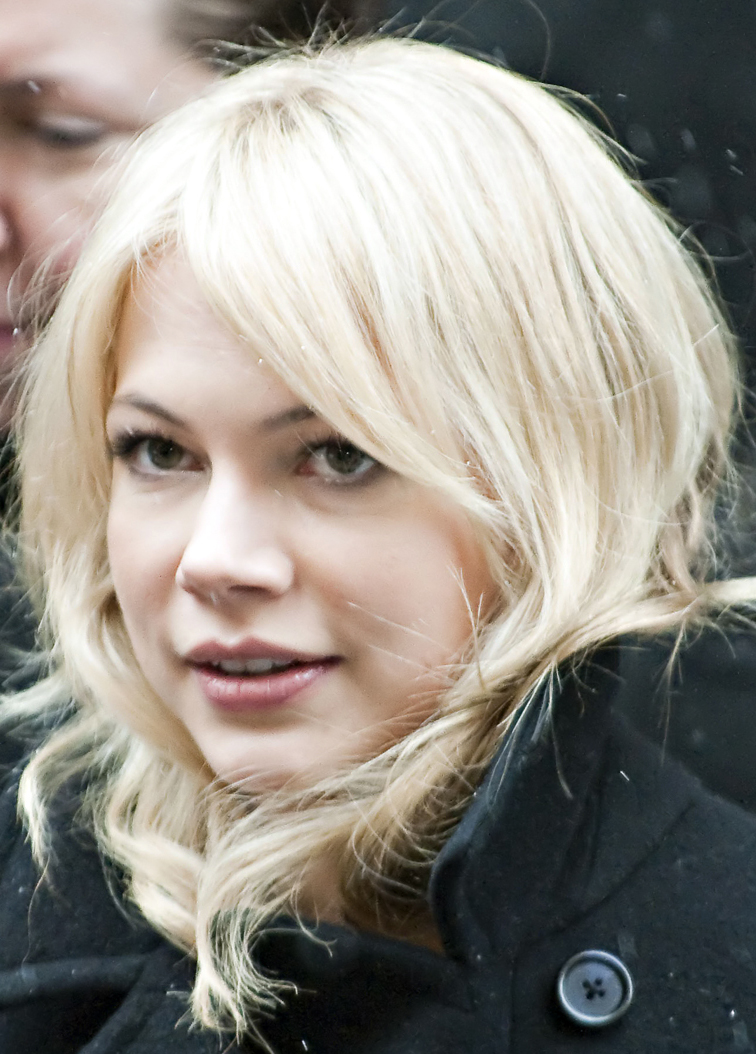
Williams auf der Berlinale 2010

2010 war Williams in Martin Scorseses Literaturverfilmung Shutter Island neben Leonardo DiCaprio zu sehen. Der Thriller wurde 2010 bei der Berlinale außer Konkurrenz gezeigt. Ihre jeweils zweite Oscar- und Golden-Globe-Nominierung erhielt Williams 2011 für die Hauptrolle in dem Beziehungsdrama Blue Valentine (2010).
2011 stand sie für das Biopic-Drama My Week with Marilyn als Hollywood-Ikone Marilyn Monroe vor der Kamera. Für ihre Darstellung erhielt sie 2012 einen Golden Globe Award und eine Oscar-Nominierung. Am 7. März 2013 kamen in Deutschland gleich zwei neue Filme mit Williams in die Kinos, der Fantasyfilm Die fantastische Welt von Oz und die bereits 2011 fertiggestellte Tragikomödie Take This Waltz. Für die Single A Million Dreams erhielt sie neben der Doppelplatin-Schallplatte in Großbritannien auch eine Dreifachplatin-Auszeichnung in den USA. Für das Lied Tightrope erhielt sie Platin in Großbritannien und in den USA.
2019 übernahm Williams in dem Fernsehmehrteiler Fosse/Verdon an der Seite von Sam Rockwell die Rolle der Gwen Verdon. Auch war sie als Executive Producer an dem Projekt beteiligt. Für ihre Darstellung wurde Williams 2019 mit einem Emmy als beste Hauptdarstellerin in einer Miniserie oder Fernsehfilm ausgezeichnet.
Im Jahr 2023 wurde sie für die an Steven Spielbergs Mutter angelehnte Figur der Mitzi Fabelman in dem Filmdrama Die Fabelmans erneut für den Oscar und Golden Globe Award nominiert.

### Privates
Während der Dreharbeiten zu Brokeback Mountain wurden Williams und Hauptdarsteller Heath Ledger, der darin ihren ersten Ehemann spielte, ein Paar. Sie haben eine gemeinsame Tochter (* 2005). Das Paar trennte sich im September 2007. Am 22. Januar 2008 starb Ledger an einer Medikamentenvergiftung. Aufgrund des Trauerfalls wurden die Dreharbeiten zu Williams’ neuen Projekten zunächst auf Eis gelegt.
Von Mitte 2012 bis Februar 2013 war Williams mit dem Schauspieler Jason Segel liiert.
2018 heiratete Williams den US-amerikanischen Songwriter Phil Elverum. Die Ehe wurde bereits 2019 nach neun Monaten wieder geschieden.
2020 heiratete sie den Regisseur Thomas Kail. Das Paar hat zwei gemeinsame Kinder (* 2020 und 2022). Ein weiteres Kind kam mithilfe einer Leihmutter zur Welt.

## Filmografie (Auswahl)

### Spielfilme
- 1994: Lassie – Freunde fürs Leben (Lassie)
- 1995: Species
- 1995: Timemaster – Aus der Zukunft zurück (Timemaster)
- 1997: Tausend Morgen (A Thousand Acres)
- 1998: Halloween H20 (Halloween H20: 20 Years Later)
- 1999: Ich liebe Dick (Dick)
- 1999: Weil ich ein Mädchen bin (But I’m a Cheerleader)
- 2000: Women Love Women (If These Walls Could Talk 2) – Fernsehfilm
- 2001: Prozac Nation – Mein Leben mit der Psychopille (Prozac Nation)
- 2001: Meine beste Freundin (Me Without You)
- 2001: Perfume
- 2003: State of Mind (The United States of Leland)
- 2003: Station Agent (The Station Agent)
- 2004: A Hole in One
- 2004: Imaginary Heroes
- 2004: Land of Plenty
- 2005: The Baxter
- 2005: Brokeback Mountain
- 2005: The Hawk Is Dying
- 2006: The Hottest State
- 2007: I’m Not There
- 2008: Blown Apart (Incendiary)
- 2008: Deception – Tödliche Versuchung (Deception)
- 2008: Wendy and Lucy
- 2008: Synecdoche, New York
- 2009: Mammut (Mammoth)
- 2010: Shutter Island
- 2010: Blue Valentine
- 2010: Auf dem Weg nach Oregon (Meek’s Cutoff)
- 2011: Take This Waltz
- 2011: My Week with Marilyn
- 2013: Die fantastische Welt von Oz (Oz the Great and Powerful)
- 2015: Suite française – Melodie der Liebe (Suite française)
- 2016: Certain Women
- 2016: Manchester by the Sea
- 2017: Wonderstruck
- 2017: Alles Geld der Welt (All the Money in the World)
- 2017: Greatest Showman (The Greatest Showman)
- 2018: I Feel Pretty
- 2018: Venom
- 2019: After the Wedding
- 2021: Venom: Let There Be Carnage
- 2022: Showing Up
- 2022: Die Fabelmans (The Fabelmans)

### Fernsehserien
- 1993–1994: Baywatch – Die Rettungsschwimmer von Malibu (Baywatch, 2 Episoden)
- 1994: Eine starke Familie (Step by Step, Episode 4x06)
- 1995: Hör mal, wer da hämmert (Home Improvement, Episode 4x26)
- 1998–2003: Dawson’s Creek (118 Episoden)
- 2013: Cougar Town (Episode 4x01)
- 2019: Fosse/Verdon (8 Episoden)
- 2025: Dying for Sex (8 Episoden)

## Auszeichnungen und Nominierungen (Auswahl)
Oscar
- 2006: Nominierung als beste Nebendarstellerin für Brokeback Mountain
- 2011: Nominierung als beste Hauptdarstellerin für Blue Valentine
- 2012: Nominierung als beste Hauptdarstellerin für My Week with Marilyn
- 2017: Nominierung als beste Nebendarstellerin für Manchester by the Sea
- 2023: Nominierung als beste Hauptdarstellerin für Die Fabelmans

Golden Globe Award
- 2006: Nominierung als beste Nebendarstellerin für Brokeback Mountain
- 2011: Nominierung als beste Hauptdarstellerin – Drama für Blue Valentine
- 2012: Beste Hauptdarstellerin – Komödie oder Musical für My Week with Marilyn
- 2017: Nominierung als beste Nebendarstellerin für Manchester by the Sea[10]
- 2018: Nominierung als beste Hauptdarstellerin – Drama für Alles Geld der Welt
- 2020: Beste Hauptdarstellerin – Miniserie oder Fernsehfilm für Fosse/Verdon
- 2023: Nominierung als beste Hauptdarstellerin – Drama für Die Fabelmans

Screen Actors Guild Award
- 2006: Nominierung als beste Nebendarstellerin für Brokeback Mountain
- 2006: Nominierung als Mitglied des besten Schauspielensembles in einem Film für Brokeback Mountain
- 2012: Nominierung als beste Hauptdarstellerin für My Week with Marilyn
- 2017: Nominierung als beste Nebendarstellerin für Manchester by the Sea
- 2017: Nominierung als Mitglied des besten Schauspielensembles in einem Film für Manchester by the Sea[11]
- 2020: Beste Hauptdarstellerin – Miniserie oder Fernsehfilm für Fosse/Verdon
- 2023: Nominierung als Mitglied des besten Schauspielensembles in einem Film für The Fabelmans

British Academy Film Award
- 2006: Nominierung als beste Nebendarstellerin für Brokeback Mountain
- 2012: Nominierung als beste Hauptdarstellerin für My Week with Marilyn
- 2017: Nominierung als beste Nebendarstellerin für Manchester by the Sea[12]

Emmy
- 2019: Beste Hauptdarstellerin – Miniserie oder Fernsehfilm für Fosse/Verdon

Tony
- 2016: Nominierung als Beste Hauptdarstellerin in einem Theaterstück für Blackbird